# Viddana
Pour plus de détails, voir Fiche technique et Distribution.
Viddana (en ukrainien Віддана, Viddana) est un film de long métrage ukrainien sorti en 2020, le premier de la réalisatrice Christina Sivolap (uk).

## Synopsis
Viddana est adapté du roman Felix Austria de l'autrice ukrainienne Sofia Andrukhovych. Ce film met en scène un drame historique qui se déroule au XIXe siècle dans le royaume de Galicie et de Lodomeria, inclus dans l'empire austro-hongrois. L'actrice Marianna Januszewicz joue le rôle principal de Stefania Czorneńko. Le film suit l'histoire de celle-ci et de sa relation avec Adele, avec qui elle a grandi et qui travaille maintenant comme femme de chambre. Leur amitié et leur compréhension mutuelle sont mis en lumière par ce film, qui traite le thème de l'amitié sur fond d'inégalité sociale, sous-jacente tout au long du film.

## Distribution
- Marianna Januszewicz : Stefania Chornen'ko
- Alesya Romanova : Adela Skolyk (comme Olesya Romanova)
- Roman Lutskyi : Petro Skolyk
- Sebastian Cybulski : Ernest Thorn
- Yasin Faradzhallakh : Felix ;
- Natalya Vasko : une jeune femme ;
- Vazha Goderdzishvili : Welwele ;
- Aleksandr Kobzar (Oleksandr Kobzar) : Doctor Anger
- Maryna Koshkina : Ivanka Ridna ;
- Kateryna Kukhar : le danseur ;
- Ada Rogovtseva : la duchesse ;
- Nataliya Vasko : la dame au grand chapeau
- Irma Vitovska : Neighbor Olha ;
- Sergiy Volosovets : Joseph Ridny ;
- Yevhenii Yanovych (Yevgen Yanovych) : le policier Wojcech.

## Production
Le film Viddana est le premier long métrage de la réalisatrice Christina Sivolap. Il est présenté comme l'une des premières productions ukrainiennes ayant des ambitions européennes. Traduit en plusieurs langues, il tente de séduire un public international par le biais de la cinématographie. 
Le scénario, inspiré du livre de Sofia Andrukhovych, est coécrit par celle-ci et par Alina Semeryakova.
Les chanteurs Tina Karol et Yulia Sanina, chanteuse principale du groupe The Hardkiss, collaborent en duo pour créer une partie de la bande originale du film.
Le producteur de ce long métrage est le studio de cinéma Film.UA, qui a acquis les droits de projection du roman original de Sofia Andrukhovych en janvier 2017.
Les costumes des acteurs sont créés par la costumière Lesya Patoka. Le film contient plus de 300 images différentes des habitants de la fin du XIXe et du début du XXe siècle, soit plus de 1 000 costumes,.

## Tournage
Le tournage de Viddana commence en avril 2019. Il implique au total 34 acteurs et plus de 500 figurants. Le tournage dure 30 jours et se termine en juin 2019.